# Lingüística general
La lingüística general es la parte de la lingüística centrada en el estudio de los conceptos generales de esta ciencia de forma genérica, es decir, sin basarlos específicamente en ninguna lengua en concreto (mirando tendencias de varios idiomas), o analizando lo que se denomina universal lingüístico, presente en todas las lenguas.
Está presente como sección o materia en el ámbito académico con el objetivo de enseñar las nociones
teóricas básicas que implican las lenguas. La lingüística general o teórica puede estudiar cuestiones tan diversas como qué idiomas existen, qué propiedades tienen en común todos los idiomas, qué conocimiento debe tener una persona para ser capaz de usar un idioma, o cómo adquieren los niños la competencia lingüística.
- Gramática
  - Fonética y fonología
  - Morfosintaxis
  - Léxico y semántica
  - Onomástica
- Variación lingüística
- Sociolingüística
- Crítica literaria
- Filología

## Algunos términos de lingüística general

### Fonética y fonología
- Acento
- Consonante
- Diptongo
- Fonema
- Sílaba
- Vocal

### Morfosintaxis
- Adjetivo
- Adverbio
- Caso gramatical
- Conjugación
- Conjunción
- Determinante
- Frase
- Género
- Interyección
- Nombre
- Preposición
- Pronombre
- Verbo

### Semántica y pragmática
- Antónimo
- Contexto
- Dialecto
- Etimología
- Significado
- Sinónimo